# Lista de líderes da Major League Baseball em strikeouts

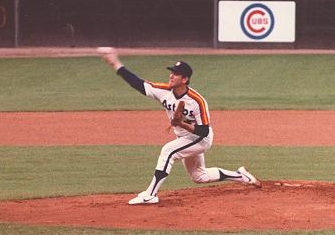
Nolan Ryan teve 5714 strikeouts na carreira, o maior número na história da MLB e mais de 800 do que o segundo colocado (Randy Johnson).

No beisebol, um strikeout é uma estatística usada para avaliar os arremessadores. Um arremessador recebe o crédito de strikeout quando ele elimina o rebatedor que estava enfrentando jogando a bola através da zona de strike, "definida como a área acima do home plate (sic)
o limite superior é uma linha horizontal no ponto médio entre a parte superior dos ombros e na parte superior da calça do uniforme, e o nível mais baixo é uma linha abaixo da rótula", e que não seja posta em jogo. São premiados com strikeouts em quatro situações: se o rebatedor é eliminado em um terceiro strike pego pelo  receptor ("strike out com swing" ou "strike out looking" (sem swing)); se o arremessador arremessa um terceiro strike não pego com menos que dois eliminados; se o rebatedor se tornar um corredor em base em um terceiro strike não pego; ou se o rebatedor tentar um bunt que acabe em  foul ball com dois strikes.
A Major League Baseball reconhece o jogador ou jogadores em cada liga[a] com mais strikeouts em cada temporada. Jim Devlin liderou a Liga Nacional em sua temporada inicial de 1876; conseguiu 122 strikeouts jogando pelo Louisville Grays. O primeiro vencedor da Liga Americana foi o arremessador membro do Hall of Fame Cy Young, que venceu a  Tríplice Coroa da Liga Americana em 1901 eliminando por strike 158 rebatedores, além de liderar a liga em  vitórias e  ERA. Walter Johnson liderou a Liga Americana em strikeouts 12 vezes durante sua carreira. Na sequência está Nolan Ryan, que conseguiu 11 títulos em ambas ligas (9 na Liga Americana e 2 na Liga Nacional). Randy Johnson venceu nove títulos em strikeout, incluindo cinco com o time de sua terra natal Arizona Diamondbacks. Três jogadores venceram sete títulos em strikeouts: Dazzy Vance, que liderou a Liga Nacional; Bob Feller; e Lefty Grove. Grover Cleveland Alexander e Rube Waddell lideraram suas ligas por seis vezes, e vencedores por cinco vezes incluem Steve Carlton, Roger Clemens, Sam McDowell, Christy Mathewson, Amos Rusie, e Tom Seaver.
Existem diversos jogadores que alegadamente detém o recorde em strikeouts em temporada única. Entre as grandes ligas reconhecidas, Matt Kilroy  acumulou o mais alto total em temporada única, com 513 strikeouts jogando pelo Baltimore Orioles da American Association em 1886. Entretanto, seu nome não aparece na lista de líderes da Major League Baseball, desde que a American Association era independente das ligas constituídas que hoje fazem parte da Major League Baseball. Diversos outros jogadores com totais altos, incluindo o vice-campeão de 1886 pela American Association, Toad Ramsey (499) e o líder em 1884 pela Union Association Hugh Daily (483), também não aparecem. Na Liga Nacional, Charles "Old Hoss" Radbourn eliminou por strike 441 rebatedores pelo Providence Grays; entretanto, a franquia Providence foi descontinuada e não teve sucessor. Portanto, a Major League Baseball reconhece seu vice-campeão daquela temporada, Charlie Buffinton, como o detentor do recorde com 417 strikeouts. Na Liga Americana, Ryan lidera com 383 strikeouts em 1973. A maior margem entre os campeões e vice-campeões na luta pelo título foi de 156 strikeouts, alcançado em 1883 quando Tim Keefe jogado pelo New York Metropolitans da American Association conseguiu 359 strikeouts contra 203 de Bobby Mathews. Na Liga Nacional a maior margem foi atingida em 1999, quando Randy Johnson eliminou por strike 143 jogadores a mais que Kevin Brown. A margem de Ryancom em 1973 com 125 strikeouts sobre Bert Blyleven é a melhor vitória da Liga Americana. Embora empates sejam raros, já ocorreram; Claude Passeau e Bucky Walters eliminaram cada um 137 jogadores na Liga Nacional em 1939, e Tex Hughson e Bobo Newsom empataram na Liga Americana com  113 strikeouts cada em 1942. Seus totais são o mais baixo número de strikeouts acumulados a liderar na história da MLB.

## Campo
| Ano          | Em que ano a temporada da MLB ocorreu                                      |
| Líder        | Jogador com o mais alto número de strikeouts na liga                       |
| K            | Número de strikeouts[b]                                                    |
| Vice-campeão | Jogador com o segundo maior total de strikeouts na liga                    |
| Liga         | Denotado apenas para jogadores que atuaram fora das grandes ligas modernas |
| †            | Membro do National Baseball Hall of Fame and Museum                        |

## Liga Nacional

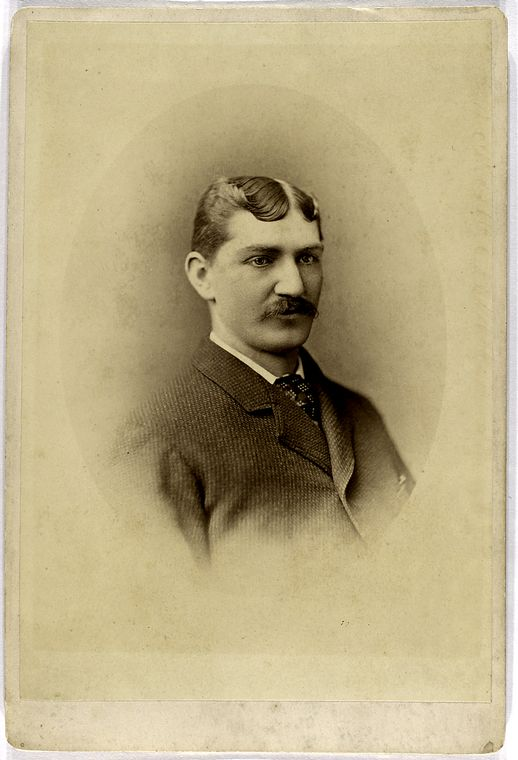
Tommy Bond venceu a Tríplice Coroa em 1877, liderando a Liga Nacional em vitórias, strikeouts e ERA.

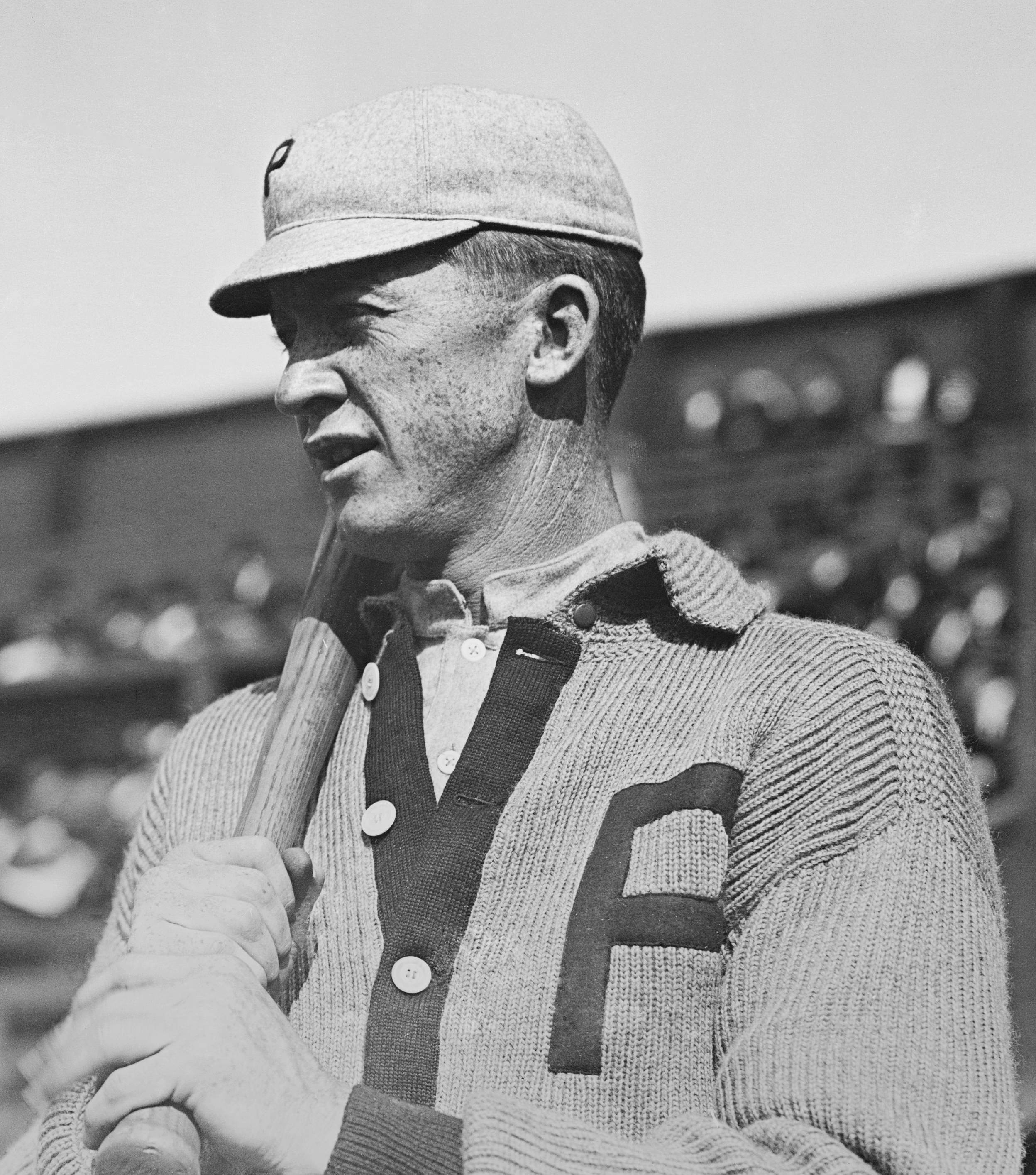
Grover Cleveland Alexander liderou a Liga Nacional em strikeouts seis vezes em nove temporadas.

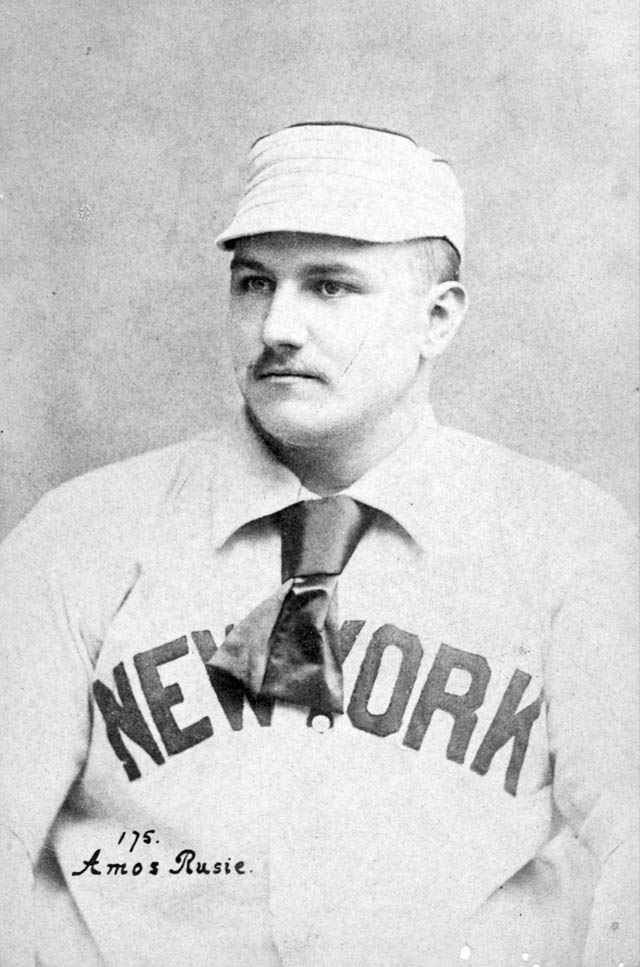
Amos Rusie led the National League in strikeouts a total of five times with two different teams.

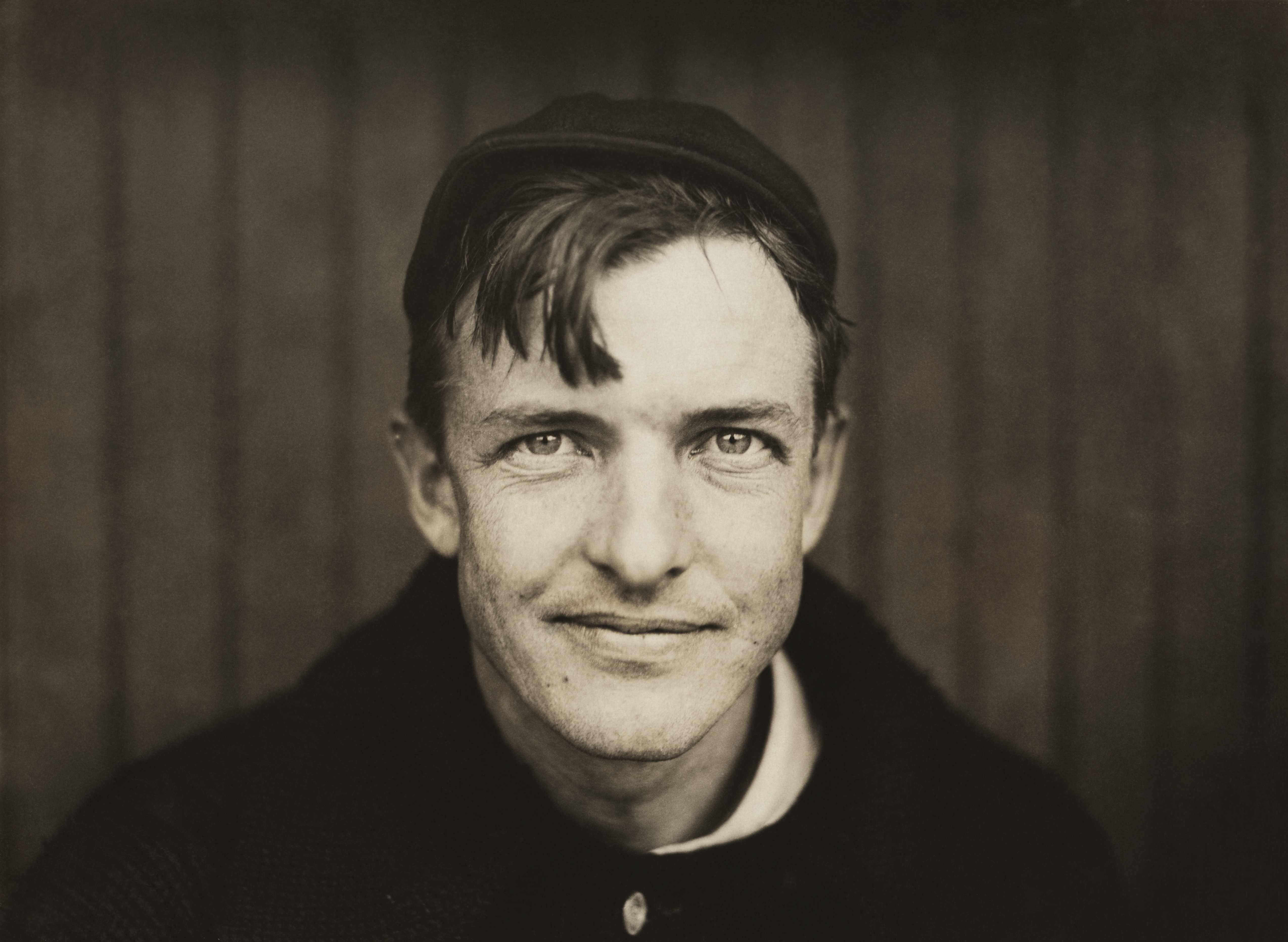
From 1903 to 1908, Christy Mathewson led the National League in strikeouts in five of six years.

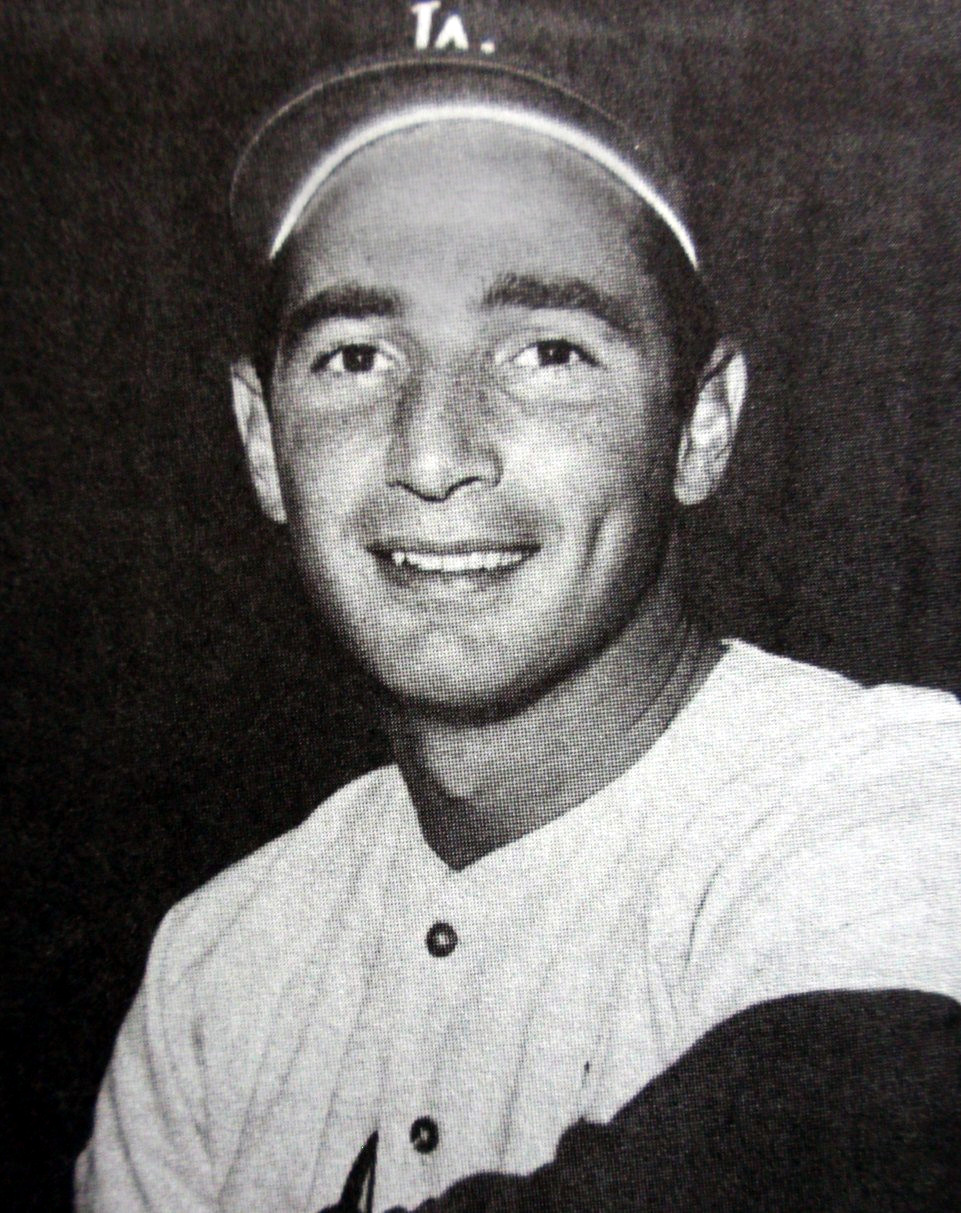
Membro do Hall of Fame Sandy Koufax liderou a Liga Nacional em strikeouts quatro vezes antes de se aposentar aos 30 anos.

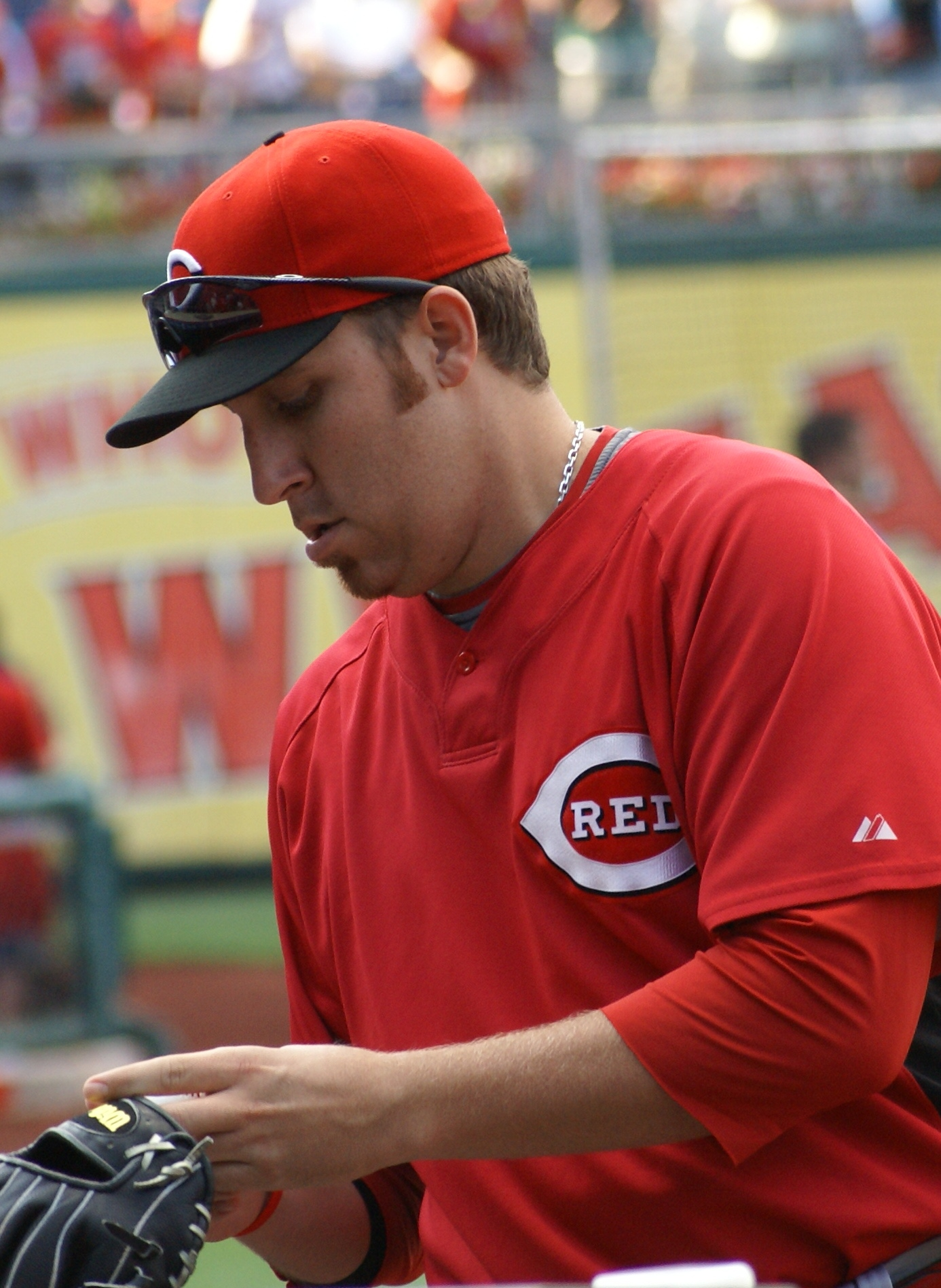
Aaron Harang derrotou Jake Peavy na luta pelo título em strikeouts em 2006 por apenas um strikeout.

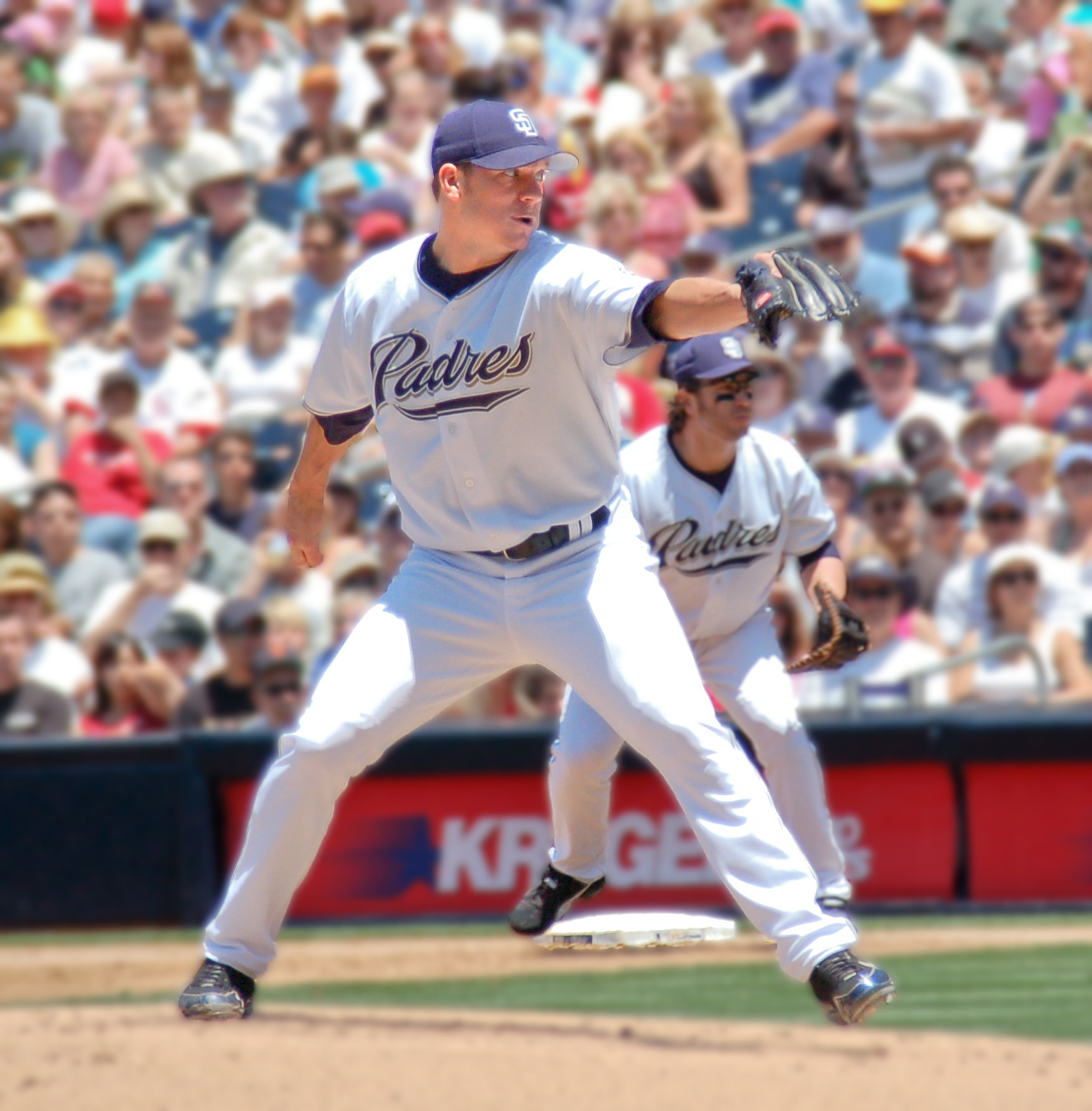
Jake Peavy's 240 strikeouts in 2007 led all National League pitchers; his 2007 season marks the most recent pitching triple crown.

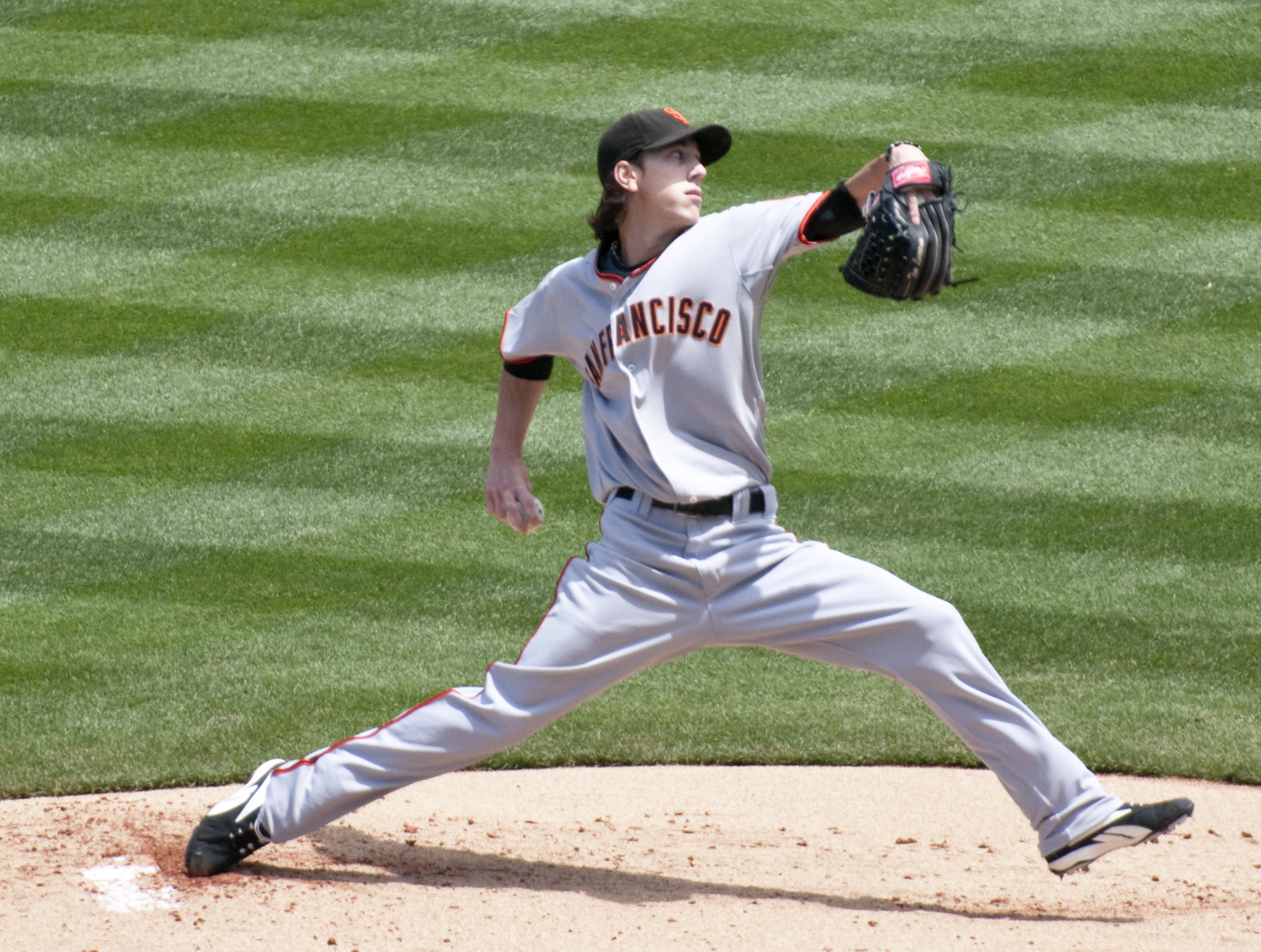
Tim Lincecum liderou a Liga Nacional em strikeouts em 2008, 2009 e 2010.

| Ano  | Líder                              | K   | Time                                               | Vice-campeão                            | K   | Ref     |
| ---- | ---------------------------------- | --- | -------------------------------------------------- | --------------------------------------- | --- | ------- |
| 1876 | Jim Devlin                         | 122 | Louisville Grays                                   | George Bradley                          | 103 | [ 33 ]  |
| 1877 | Tommy Bond                         | 170 | Boston Red Caps                                    | Jim Devlin                              | 141 | [ 34 ]  |
| 1878 | Tommy Bond                         | 182 | Boston Red Caps                                    | Will White                              | 169 | [ 35 ]  |
| 1879 | John Montgomery Ward†              | 239 | Providence Grays                                   | Will White                              | 232 | [ 36 ]  |
| 1880 | Larry Corcoran                     | 268 | Chicago White Stockings                            | Jim McCormick                           | 260 | [ 37 ]  |
| 1881 | George Derby†                      | 212 | Detroit Wolverines                                 | Jim McCormick                           | 178 | [ 38 ]  |
| 1882 | Charles Radbourn†                  | 201 | Cleveland Spiders                                  | Jim McCormick                           | 200 | [ 39 ]  |
| 1883 | Jim Whitney                        | 345 | Boston Beaneaters                                  | Charles Radbourn†                       | 315 | [ 40 ]  |
| 1884 | Charles Radbourn†                  | 441 | Providence Grays                                   | Charlie Buffinton                       | 417 | [ 41 ]  |
| 1885 | John Clarkson†                     | 308 | New York Giants                                    | Mickey Welch†                           | 258 | [ 42 ]  |
| 1886 | Lady Baldwin                       | 323 | Detroit Wolverines                                 | John Clarkson†                          | 313 | [ 43 ]  |
| 1887 | John Clarkson†                     | 237 | Chicago White Stockings                            | Tim Keefe†                              | 189 | [ 44 ]  |
| 1888 | Tim Keefe†                         | 335 | New York Giants                                    | John Clarkson†                          | 223 | [ 45 ]  |
| 1889 | John Clarkson†                     | 284 | Boston Beaneaters                                  | Tim Keefe†                              | 225 | [ 46 ]  |
| 1890 | Amos Rusie†                        | 341 | New York Giants                                    | Bill Hutchinson                         | 289 | [ 47 ]  |
| 1891 | Amos Rusie†                        | 337 | New York Giants                                    | Bill Hutchinson                         | 261 | [ 48 ]  |
| 1892 | Bill Hutchinson                    | 314 | Chicago White Stockings                            | Amos Rusie†                             | 304 | [ 49 ]  |
| 1893 | Amos Rusie†                        | 208 | New York Giants                                    | Brickyard Kennedy                       | 107 | [ 50 ]  |
| 1894 | Amos Rusie†                        | 195 | New York Giants                                    | Ted Breitenstein                        | 140 | [ 51 ]  |
| 1895 | Amos Rusie†                        | 201 | Cleveland Spiders                                  | Kid Nichols†                            | 148 | [ 52 ]  |
| 1896 | Cy Young†                          | 140 | Cleveland Spiders                                  | Pink Hawley                             | 137 | [ 53 ]  |
| 1897 | Doc McJames Cy Seymour             | 156 | Washington Senators New York Giants                | Joe Corbett                             | 149 | [ 54 ]  |
| 1898 | Cy Seymour                         | 239 | New York Giants                                    | Doc McJames                             | 178 | [ 55 ]  |
| 1899 | Noodles Hahn                       | 145 | Cincinnati Reds                                    | Cy Seymour                              | 142 | [ 56 ]  |
| 1900 | Noodles Hahn                       | 132 | Cincinnati Reds                                    | Rube Waddell†                           | 130 | [ 57 ]  |
| 1901 | Noodles Hahn                       | 239 | Cincinnati Reds                                    | Bill Donovan                            | 226 | [ 58 ]  |
| 1902 | Vic Willis†                        | 225 | Boston Beaneaters                                  | Doc White                               | 185 | [ 59 ]  |
| 1903 | Christy Mathewson†                 | 267 | New York Giants                                    | Joe McGinnity†                          | 171 | [ 60 ]  |
| 1904 | Christy Mathewson†                 | 212 | New York Giants                                    | Vic Willis†                             | 196 | [ 61 ]  |
| 1905 | Christy Mathewson†                 | 206 | New York Giants                                    | Red Ames                                | 198 | [ 62 ]  |
| 1906 | Fred Beebe                         | 171 | Chicago Cubs St. Louis Cardinals                   | Francis "Big Jeff" Pfeffer              | 158 | [ 63 ]  |
| 1907 | Christy Mathewson†                 | 178 | New York Giants                                    | Bob Ewing                               | 147 | [ 64 ]  |
| 1908 | Christy Mathewson†                 | 259 | New York Giants                                    | Nap Rucker                              | 199 | [ 65 ]  |
| 1909 | Orval Overall                      | 205 | Chicago Cubs                                       | Nap Rucker                              | 201 | [ 66 ]  |
| 1910 | Earl Moore                         | 185 | Philadelphia Phillies                              | Christy Mathewson†                      | 184 | [ 67 ]  |
| 1911 | Rube Marquard†                     | 237 | New York Giants                                    | Grover Cleveland Alexander†             | 227 | [ 68 ]  |
| 1912 | Grover Cleveland Alexander†        | 195 | Philadelphia Phillies                              | Claude Hendrix                          | 176 | [ 69 ]  |
| 1913 | Tom Seaton                         | 168 | Philadelphia Phillies                              | Jeff Tesreau                            | 167 | [ 70 ]  |
| 1914 | Grover Cleveland Alexander†        | 214 | Philadelphia Phillies                              | Jeff Tesreau                            | 189 | [ 71 ]  |
| 1915 | Grover Cleveland Alexander†        | 241 | Philadelphia Phillies                              | Jeff Tesreau                            | 176 | [ 72 ]  |
| 1916 | Grover Cleveland Alexander†        | 167 | Philadelphia Phillies                              | Larry Cheney                            | 166 | [ 73 ]  |
| 1917 | Grover Cleveland Alexander†        | 200 | Philadelphia Phillies                              | Hippo Vaughn                            | 195 | [ 74 ]  |
| 1918 | Hippo Vaughn                       | 148 | Chicago Cubs                                       | Wilbur Cooper                           | 117 | [ 75 ]  |
| 1919 | Hippo Vaughn                       | 141 | Chicago Cubs                                       | Hod Eller                               | 137 | [ 76 ]  |
| 1920 | Grover Cleveland Alexander†        | 173 | Chicago Cubs                                       | Burleigh Grimes† Hippo Vaughn           | 131 | [ 77 ]  |
| 1921 | Burleigh Grimes                    | 136 | Brooklyn Robins                                    | Wilbur Cooper                           | 134 | [ 78 ]  |
| 1922 | Dazzy Vance†                       | 134 | Brooklyn Robins                                    | Wilbur Cooper                           | 129 | [ 79 ]  |
| 1923 | Dazzy Vance†                       | 197 | Brooklyn Robins                                    | Dolf Luque                              | 151 | [ 80 ]  |
| 1924 | Dazzy Vance†                       | 262 | Brooklyn Robins                                    | Burleigh Grimes†                        | 135 | [ 81 ]  |
| 1925 | Dazzy Vance†                       | 221 | Brooklyn Robins                                    | Dolf Luque                              | 140 | [ 82 ]  |
| 1926 | Dazzy Vance†                       | 140 | Brooklyn Robins                                    | Charlie Root                            | 127 | [ 83 ]  |
| 1927 | Dazzy Vance†                       | 184 | Brooklyn Robins                                    | Charlie Root                            | 145 | [ 84 ]  |
| 1928 | Dazzy Vance†                       | 200 | Brooklyn Robins                                    | Pat Malone                              | 155 | [ 85 ]  |
| 1929 | Pat Malone                         | 166 | Chicago Cubs                                       | Watty Clark                             | 140 | [ 86 ]  |
| 1930 | Bill Hallahan                      | 177 | St. Louis Cardinals                                | Dazzy Vance†                            | 173 | [ 87 ]  |
| 1931 | Bill Hallahan                      | 159 | St. Louis Cardinals                                | Carl Hubbell†                           | 155 | [ 88 ]  |
| 1932 | Dizzy Dean†                        | 191 | St. Louis Cardinals                                | Carl Hubbell†                           | 137 | [ 89 ]  |
| 1933 | Dizzy Dean†                        | 199 | St. Louis Cardinals                                | Carl Hubbell†                           | 156 | [ 90 ]  |
| 1934 | Dizzy Dean†                        | 195 | St. Louis Cardinals                                | Van Mungo                               | 184 | [ 91 ]  |
| 1935 | Dizzy Dean†                        | 190 | St. Louis Cardinals                                | Carl Hubbell†                           | 150 | [ 92 ]  |
| 1936 | Van Mungo                          | 238 | Brooklyn Dodgers                                   | Dizzy Dean†                             | 195 | [ 93 ]  |
| 1937 | Carl Hubbell†                      | 159 | New York Giants                                    | Lee Grissom                             | 149 | [ 94 ]  |
| 1938 | Clay Bryant                        | 135 | Chicago Cubs                                       | Paul Derringer                          | 132 | [ 95 ]  |
| 1939 | Claude Passeau[c] Bucky Walters[c] | 137 | Cincinnati Reds Philadelphia Phillies Chicago Cubs | Mort Cooper                             | 130 | [ 30 ]  |
| 1940 | Kirby Higbe                        | 137 | Philadelphia Phillies                              | Claude Passeau Whit Wyatt               | 124 | [ 96 ]  |
| 1941 | Johnny Vander Meer                 | 202 | Cincinnati Reds                                    | Whit Wyatt                              | 176 | [ 97 ]  |
| 1942 | Johnny Vander Meer                 | 186 | Cincinnati Reds                                    | Mort Cooper                             | 152 | [ 98 ]  |
| 1943 | Johnny Vander Meer                 | 174 | Cincinnati Reds                                    | Mort Cooper                             | 141 | [ 99 ]  |
| 1944 | Bill Voiselle                      | 161 | New York Giants                                    | Max Lanier                              | 141 | [ 100 ] |
| 1945 | Preacher Roe                       | 148 | Pittsburgh Pirates                                 | Hal Gregg                               | 139 | [ 101 ] |
| 1946 | Johnny Schmitz                     | 135 | Chicago Cubs                                       | Kirby Higbe                             | 134 | [ 102 ] |
| 1947 | Ewell Blackwell                    | 193 | Cincinnati Reds                                    | Ralph Branca                            | 148 | [ 103 ] |
| 1948 | Harry Brecheen                     | 149 | St. Louis Cardinals                                | Rex Barney                              | 138 | [ 104 ] |
| 1949 | Warren Spahn†                      | 151 | Boston Braves                                      | Don Newcombe                            | 149 | [ 105 ] |
| 1950 | Warren Spahn†                      | 191 | Boston Braves                                      | Ewell Blackwell                         | 188 | [ 106 ] |
| 1951 | Don Newcombe Warren Spahn†         | 164 | Brooklyn Dodgers Boston Braves                     | Sal Maglie                              | 146 | [ 107 ] |
| 1952 | Warren Spahn†                      | 183 | Boston Braves                                      | Bob Rush                                | 157 | [ 108 ] |
| 1953 | Robin Roberts†                     | 198 | Philadelphia Phillies                              | Carl Erskine                            | 187 | [ 109 ] |
| 1954 | Robin Roberts†                     | 185 | Philadelphia Phillies                              | Harvey Haddix                           | 184 | [ 110 ] |
| 1955 | Sam Jones                          | 198 | Chicago Cubs                                       | Robin Roberts†                          | 160 | [ 111 ] |
| 1956 | Sam Jones                          | 176 | Chicago Cubs                                       | Harvey Haddix                           | 170 | [ 112 ] |
| 1957 | Jack Sanford                       | 188 | Philadelphia Phillies                              | Moe Drabowsky Dick Drott                | 170 | [ 113 ] |
| 1958 | Sam Jones                          | 225 | Chicago Cubs                                       | Warren Spahn†                           | 150 | [ 114 ] |
| 1959 | Don Drysdale†                      | 242 | Los Angeles Dodgers                                | Sam Jones                               | 209 | [ 115 ] |
| 1960 | Don Drysdale†                      | 246 | Los Angeles Dodgers                                | Sandy Koufax†                           | 197 | [ 116 ] |
| 1961 | Sandy Koufax†                      | 269 | Los Angeles Dodgers                                | Stan Williams                           | 205 | [ 117 ] |
| 1962 | Don Drysdale†                      | 232 | Los Angeles Dodgers                                | Sandy Koufax†                           | 219 | [ 118 ] |
| 1963 | Sandy Koufax†                      | 306 | Los Angeles Dodgers                                | Jim Maloney                             | 265 | [ 119 ] |
| 1964 | Bob Veale                          | 250 | Pittsburgh Pirates                                 | Bob Gibson†                             | 245 | [ 120 ] |
| 1965 | Sandy Koufax†                      | 382 | Los Angeles Dodgers                                | Bob Veale                               | 276 | [ 121 ] |
| 1966 | Sandy Koufax†                      | 317 | Los Angeles Dodgers                                | Jim Bunning†                            | 252 | [ 122 ] |
| 1967 | Jim Bunning†                       | 253 | Philadelphia Phillies                              | Ferguson Jenkins†                       | 236 | [ 123 ] |
| 1968 | Bob Gibson†                        | 268 | St. Louis Cardinals                                | Ferguson Jenkins†                       | 260 | [ 124 ] |
| 1969 | Ferguson Jenkins†                  | 273 | Chicago Cubs                                       | Bob Gibson†                             | 269 | [ 125 ] |
| 1970 | Tom Seaver†                        | 283 | New York Mets                                      | Bob Gibson† Ferguson Jenkins†           | 274 | [ 126 ] |
| 1971 | Tom Seaver†                        | 289 | New York Mets                                      | Ferguson Jenkins†                       | 263 | [ 127 ] |
| 1972 | Steve Carlton†                     | 310 | Philadelphia Phillies                              | Tom Seaver†                             | 249 | [ 128 ] |
| 1973 | Tom Seaver†                        | 251 | New York Mets                                      | Steve Carlton†                          | 223 | [ 129 ] |
| 1974 | Steve Carlton†                     | 240 | Philadelphia Phillies                              | Andy Messersmith                        | 221 | [ 130 ] |
| 1975 | Tom Seaver†                        | 243 | New York Mets                                      | John Montefusco                         | 215 | [ 131 ] |
| 1976 | Tom Seaver†                        | 235 | New York Mets                                      | J. R. Richard                           | 214 | [ 132 ] |
| 1977 | Phil Niekro†                       | 262 | Atlanta Braves                                     | J. R. Richard                           | 214 | [ 133 ] |
| 1978 | J. R. Richard                      | 303 | Houston Astros                                     | Phil Niekro†                            | 248 | [ 134 ] |
| 1979 | J. R. Richard                      | 313 | Houston Astros                                     | Steve Carlton†                          | 213 | [ 135 ] |
| 1980 | Steve Carlton†                     | 286 | Philadelphia Phillies                              | Nolan Ryan†                             | 200 | [ 136 ] |
| 1981 | Fernando Valenzuela                | 180 | Los Angeles Dodgers                                | Steve Carlton†                          | 179 | [ 137 ] |
| 1982 | Steve Carlton†                     | 286 | Philadelphia Phillies                              | Mario Soto                              | 274 | [ 138 ] |
| 1983 | Steve Carlton†                     | 275 | Philadelphia Phillies                              | Mario Soto                              | 242 | [ 139 ] |
| 1984 | Dwight Gooden                      | 276 | New York Mets                                      | Fernando Valenzuela                     | 240 | [ 140 ] |
| 1985 | Dwight Gooden                      | 268 | New York Mets                                      | Mario Soto                              | 214 | [ 141 ] |
| 1986 | Mike Scott                         | 306 | Houston Astros                                     | Fernando Valenzuela                     | 242 | [ 142 ] |
| 1987 | Nolan Ryan†                        | 270 | Houston Astros                                     | Mike Scott                              | 233 | [ 143 ] |
| 1988 | Nolan Ryan†                        | 228 | Houston Astros                                     | David Cone                              | 213 | [ 144 ] |
| 1989 | José DeLeón                        | 201 | St. Louis Cardinals                                | Tim Belcher                             | 200 | [ 145 ] |
| 1990 | David Cone                         | 233 | New York Mets                                      | Dwight Gooden Ramón Martínez            | 223 | [ 146 ] |
| 1991 | David Cone                         | 241 | New York Mets                                      | Greg Maddux†                            | 198 | [ 147 ] |
| 1992 | John Smoltz†                       | 215 | Atlanta Braves                                     | David Cone                              | 214 | [ 148 ] |
| 1993 | José Rijo                          | 227 | Cincinnati Reds                                    | John Smoltz†                            | 208 | [ 149 ] |
| 1994 | Andy Benes                         | 189 | San Diego Padres                                   | José Rijo                               | 171 | [ 150 ] |
| 1995 | Hideo Nomo                         | 236 | Los Angeles Dodgers                                | John Smoltz†                            | 193 | [ 151 ] |
| 1996 | John Smoltz†                       | 276 | Atlanta Braves                                     | Hideo Nomo                              | 234 | [ 152 ] |
| 1997 | Curt Schilling                     | 319 | Philadelphia Phillies                              | Pedro Martínez†                         | 305 | [ 153 ] |
| 1998 | Curt Schilling                     | 300 | Philadelphia Phillies                              | Kevin Brown                             | 257 | [ 154 ] |
| 1999 | Randy Johnson†                     | 364 | Arizona Diamondbacks                               | Kevin Brown                             | 221 | [ 28 ]  |
| 2000 | Randy Johnson†                     | 347 | Arizona Diamondbacks                               | Chan Ho Park                            | 217 | [ 155 ] |
| 2001 | Randy Johnson†                     | 372 | Arizona Diamondbacks                               | Curt Schilling                          | 293 | [ 156 ] |
| 2002 | Randy Johnson†                     | 334 | Arizona Diamondbacks                               | Curt Schilling                          | 316 | [ 157 ] |
| 2003 | Kerry Wood                         | 266 | Chicago Cubs                                       | Mark Prior                              | 245 | [ 158 ] |
| 2004 | Randy Johnson†                     | 290 | Arizona Diamondbacks                               | Ben Sheets                              | 264 | [ 159 ] |
| 2005 | Jake Peavy                         | 216 | San Diego Padres                                   | Chris Carpenter                         | 213 | [ 160 ] |
| 2006 | Aaron Harang                       | 216 | Cincinnati Reds                                    | Jake Peavy                              | 215 | [ 161 ] |
| 2007 | Jake Peavy                         | 240 | San Diego Padres                                   | Aaron Harang                            | 218 | [ 162 ] |
| 2008 | Tim Lincecum                       | 265 | San Francisco Giants                               | Dan Haren Johan Santana Edinson Volquez | 206 | [ 163 ] |
| 2009 | Tim Lincecum                       | 261 | San Francisco Giants                               | Javier Vázquez                          | 238 | [ 164 ] |
| 2010 | Tim Lincecum                       | 231 | San Francisco Giants                               | Roy Halladay                            | 219 | [ 165 ] |
| 2011 | Clayton Kershaw                    | 248 | Los Angeles Dodgers                                | Cliff Lee                               | 238 | [ 166 ] |
| 2012 | R.A. Dickey                        | 230 | New York Mets                                      | Clayton Kershaw                         | 229 | [ 167 ] |
| 2013 | Clayton Kershaw                    | 232 | Los Angeles Dodgers                                | Cliff Lee                               | 222 | [ 168 ] |
| 2014 | Johnny Cueto Stephen Strasburg     | 242 | Cincinnati Reds Washington Nationals               | Clayton Kershaw                         | 239 | [ 169 ] |
| 2015 | Clayton Kershaw                    | 301 | Los Angeles Dodgers                                | Max Scherzer                            | 276 | [ 170 ] |
| 2016 | Max Scherzer                       | 284 | Washington Nationals                               | José Fernández                          | 253 | [ 171 ] |
| 2017 | Max Scherzer                       | 268 | Washington Nationals                               | Jacob deGrom                            | 239 | [ 172 ] |
| 2018 | Max Scherzer                       | 300 | Washington Nationals                               | Jacob deGrom                            | 269 | [ 173 ] |
| 2019 | Jacob deGrom                       | 255 | New York Mets                                      | Stephen Strasburg                       | 251 | [ 174 ] |

## Liga Americana

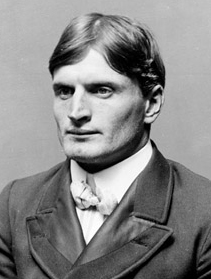
Rube Waddell liderou a Liga Americana em strikeouts por seis temporadas consecutivas (1902–1907).

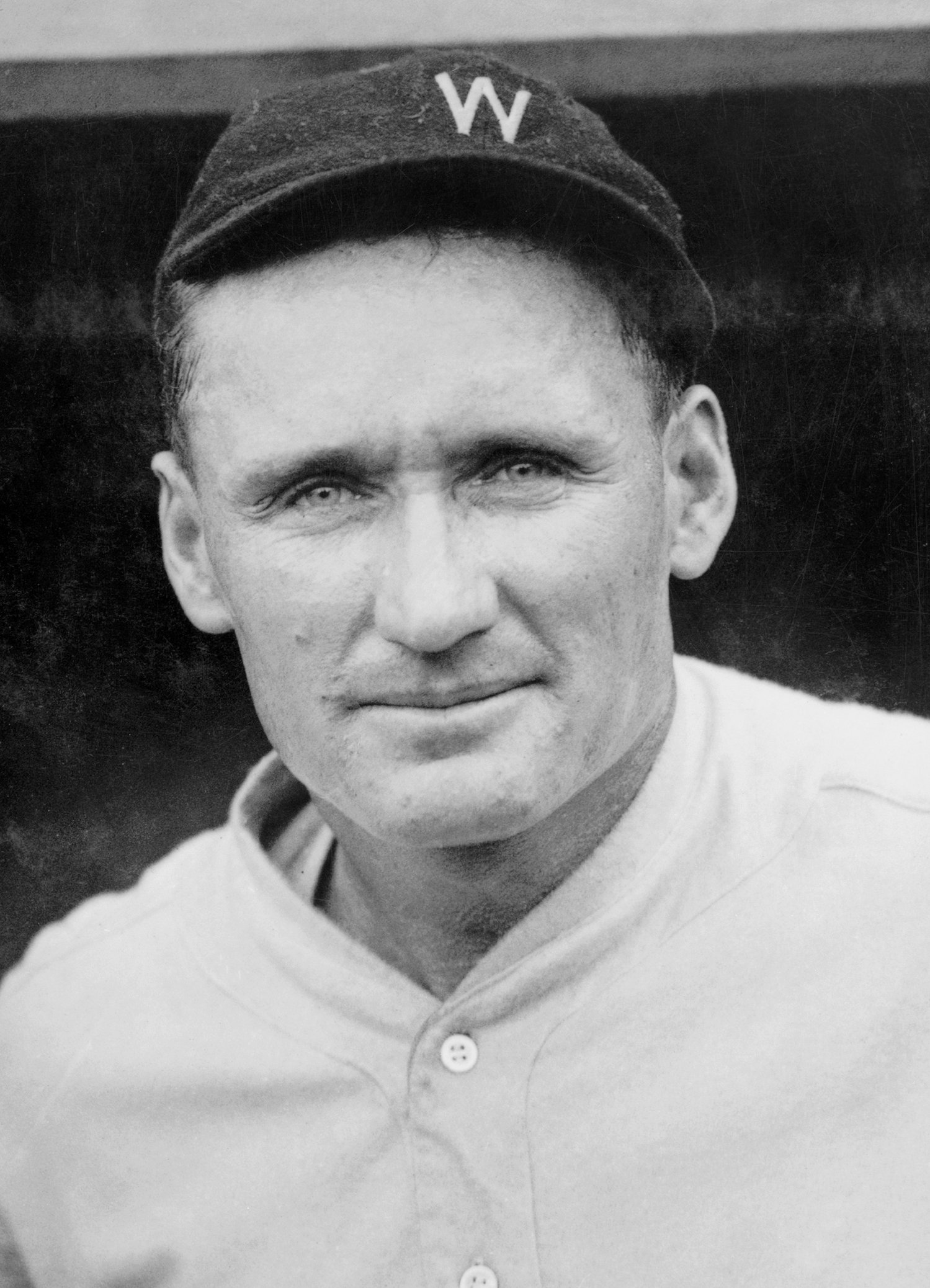
Além de liderar a Liga Americana em strikeouts 12 vezes em sua carreira e vencer três Tríplices Coroas, Walter Johnson foi um dos cinco a ser parte do Hall of Fame.

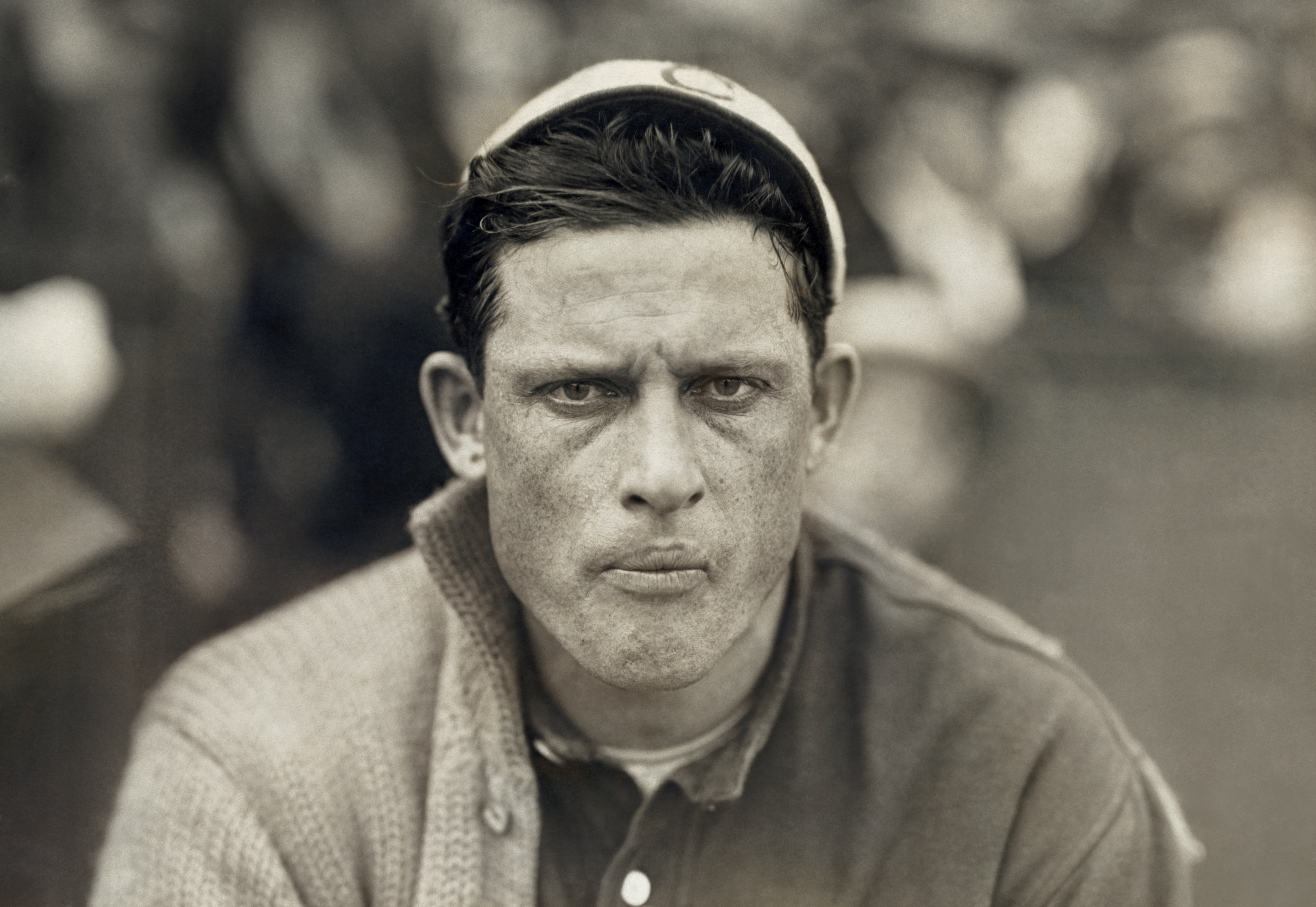
Em 1908 e 1911, Ed Walsh foi o campeão em strikeouts da Liga Americana.

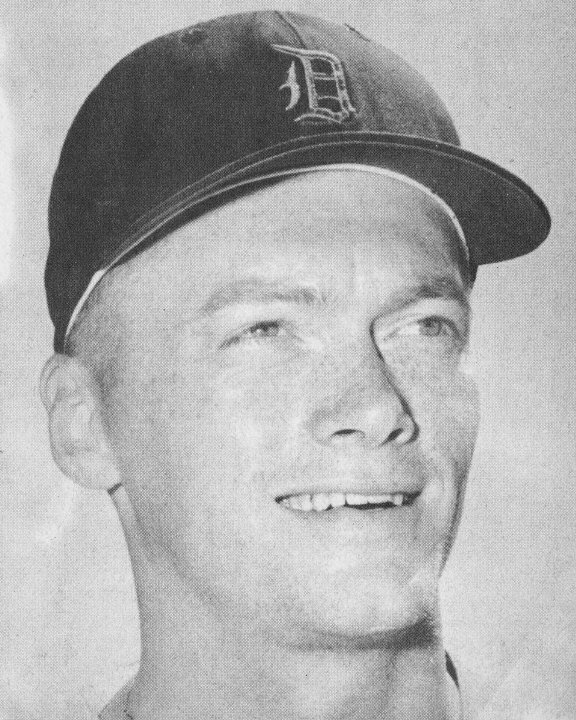
Jim Bunning foi duas vezes campeão em strikeouts da Liga Americana; ficou em segundo lugar por quatro vezes.

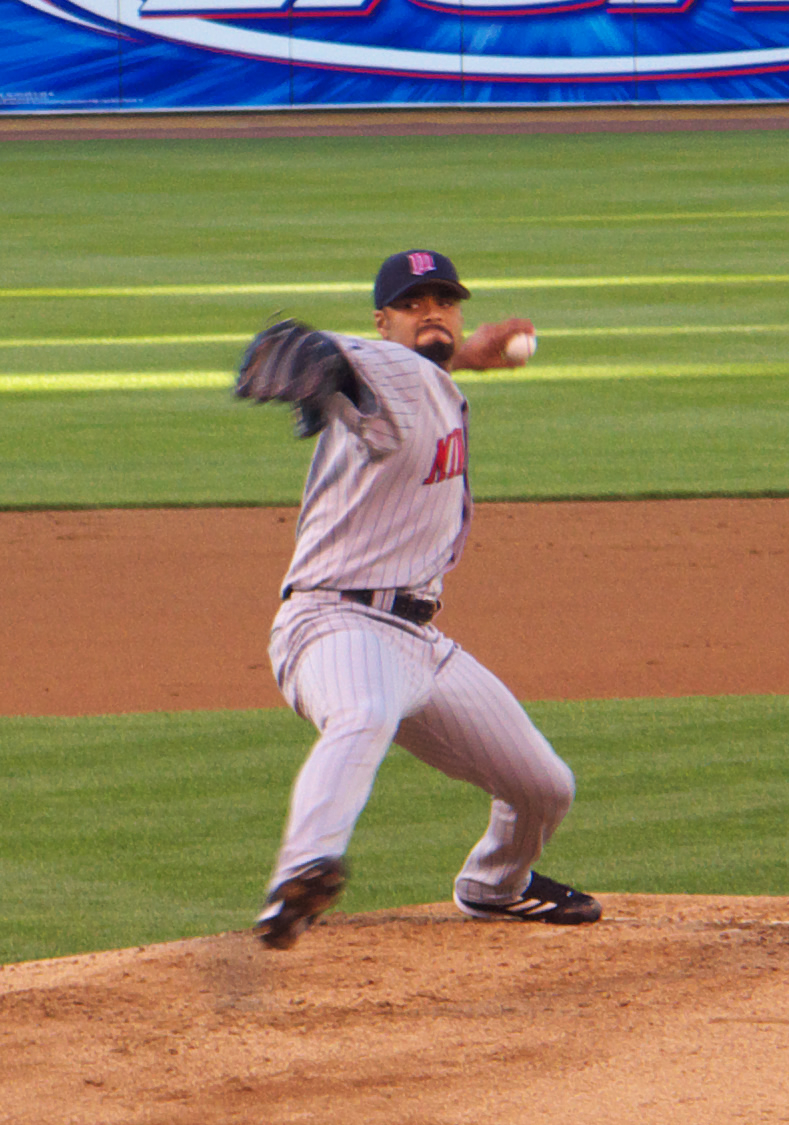
Três vezes campeão em strikeouts, Johan Santana venceu a última Tríplice Coroa da Liga Americana em 2006.

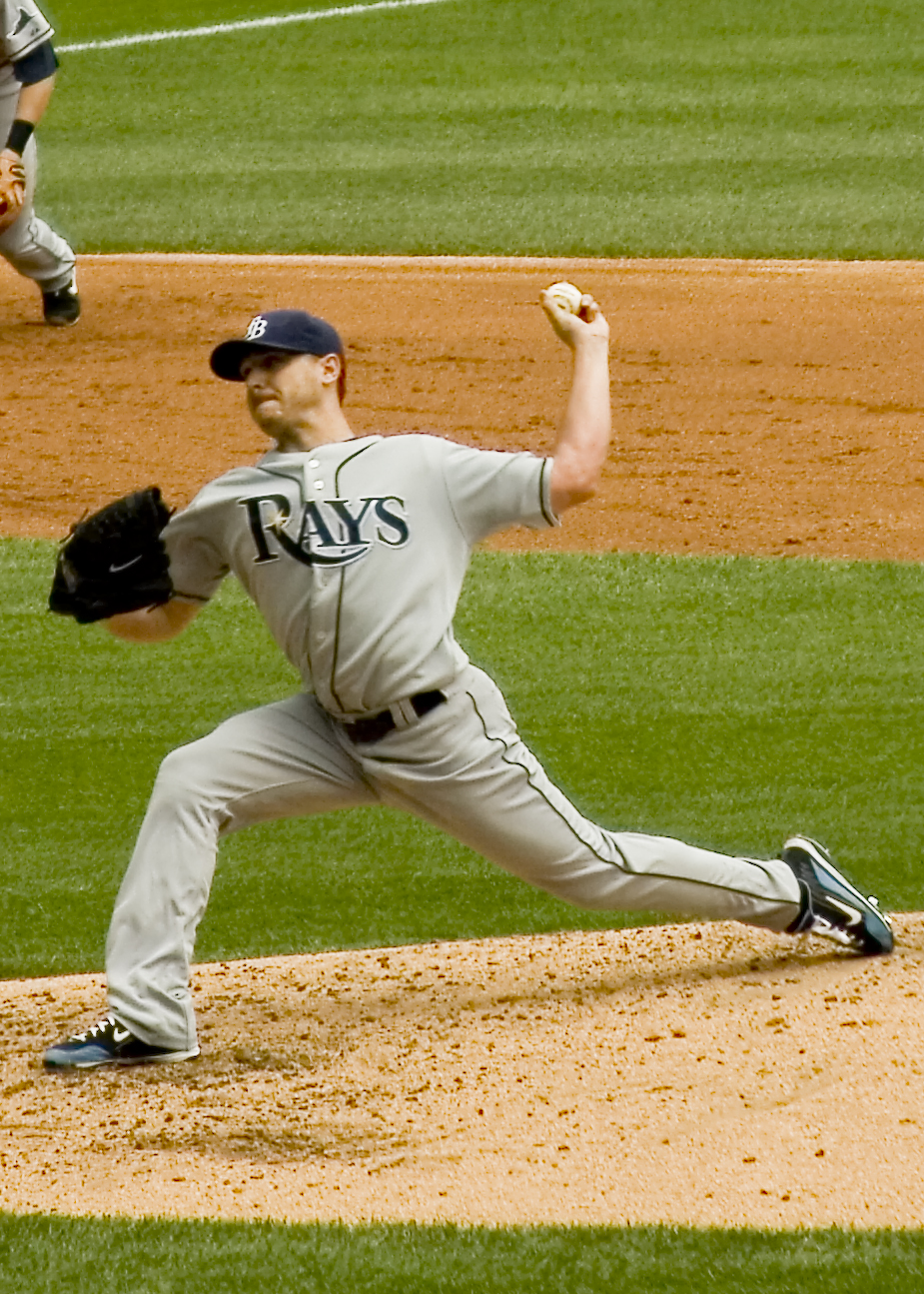
Os 239 strikeouts de Scott Kazmir o fizeram líder da Liga Americana em 2007.

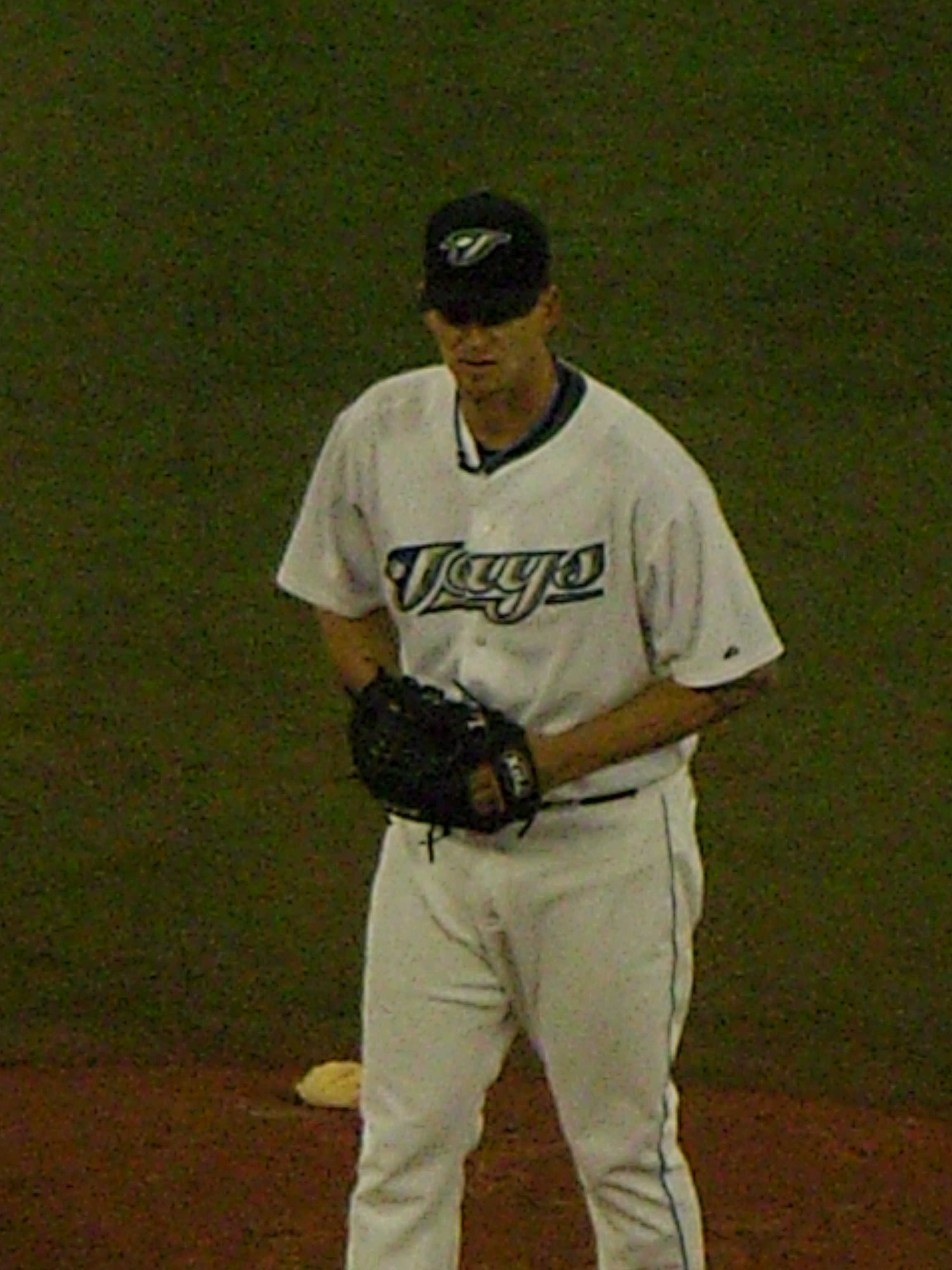
A. J. Burnett venceu o título em strikeouts da Liga Americana em 2008.

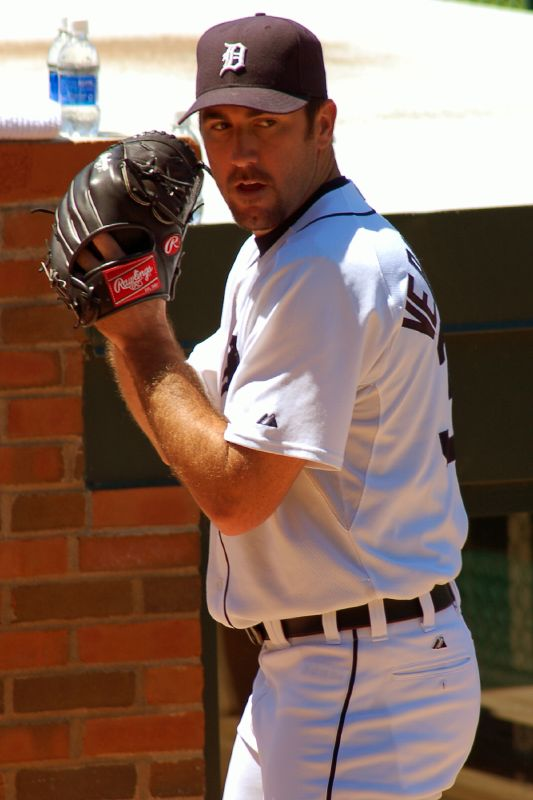
Justin Verlander também a Liga Americana em vitórias e entradas jogadas em 2009 2009.

| Ano  | Líder                   | K   | Time                               | Vice-campeão                  | K   | Ref     |
| ---- | ----------------------- | --- | ---------------------------------- | ----------------------------- | --- | ------- |
| 1901 | Cy Young†               | 158 | Boston Americans                   | Roy Patterson                 | 127 | [ 178 ] |
| 1902 | Rube Waddell†           | 210 | Philadelphia Athletics             | Cy Young†                     | 160 | [ 179 ] |
| 1903 | Rube Waddell†           | 302 | Philadelphia Athletics             | Bill Donovan                  | 187 | [ 180 ] |
| 1904 | Rube Waddell†           | 349 | Philadelphia Athletics             | Jack Chesbro†                 | 239 | [ 181 ] |
| 1905 | Rube Waddell†           | 287 | Philadelphia Athletics             | Eddie Plank† Cy Young†        | 210 | [ 182 ] |
| 1906 | Rube Waddell†           | 196 | Philadelphia Athletics             | Cy Falkenberg                 | 178 | [ 183 ] |
| 1907 | Rube Waddell†           | 232 | Philadelphia Athletics             | Ed Walsh†                     | 206 | [ 184 ] |
| 1908 | Ed Walsh†               | 269 | Chicago White Sox                  | Rube Waddell†                 | 232 | [ 185 ] |
| 1909 | Frank Smith             | 177 | Chicago White Sox                  | Walter Johnson†               | 164 | [ 186 ] |
| 1910 | Walter Johnson†         | 313 | Washington Senators                | Ed Walsh†                     | 258 | [ 187 ] |
| 1911 | Ed Walsh†               | 255 | Chicago White Sox                  | Joe Wood                      | 231 | [ 188 ] |
| 1912 | Walter Johnson†         | 303 | Washington Senators                | Joe Wood                      | 258 | [ 189 ] |
| 1913 | Walter Johnson†         | 243 | Washington Senators                | Cy Falkenberg Vean Gregg      | 166 | [ 190 ] |
| 1914 | Walter Johnson†         | 225 | Washington Senators                | Willie Mitchell               | 179 | [ 191 ] |
| 1915 | Walter Johnson†         | 203 | Washington Senators                | Red Faber†                    | 182 | [ 192 ] |
| 1916 | Walter Johnson†         | 228 | Washington Senators                | Elmer Myers                   | 182 | [ 193 ] |
| 1917 | Walter Johnson†         | 188 | Washington Senators                | Eddie Cicotte                 | 150 | [ 194 ] |
| 1918 | Walter Johnson†         | 162 | Washington Senators                | Jim Shaw                      | 129 | [ 195 ] |
| 1919 | Walter Johnson†         | 147 | Washington Senators                | Jim Shaw                      | 128 | [ 196 ] |
| 1920 | Stan Coveleski†         | 133 | Cleveland Indians                  | Lefty Williams                | 128 | [ 197 ] |
| 1921 | Walter Johnson†         | 143 | Washington Senators                | Urban Shocker                 | 132 | [ 198 ] |
| 1922 | Urban Shocker           | 149 | St. Louis Browns                   | Red Faber†                    | 148 | [ 199 ] |
| 1923 | Walter Johnson†         | 130 | Washington Senators                | Joe Bush Bob Shawkey          | 125 | [ 200 ] |
| 1924 | Walter Johnson†         | 158 | Washington Senators                | Howard Ehmke                  | 119 | [ 201 ] |
| 1925 | Lefty Grove†            | 116 | Philadelphia Athletics             | Walter Johnson†               | 108 | [ 202 ] |
| 1926 | Lefty Grove†            | 194 | Philadelphia Athletics             | George Uhle                   | 159 | [ 203 ] |
| 1927 | Lefty Grove†            | 174 | Philadelphia Athletics             | Rube Walberg                  | 136 | [ 204 ] |
| 1928 | Lefty Grove†            | 183 | Philadelphia Athletics             | George Pipgras                | 139 | [ 205 ] |
| 1929 | Lefty Grove†            | 170 | Philadelphia Athletics             | George Earnshaw               | 149 | [ 206 ] |
| 1930 | Lefty Grove†            | 209 | Philadelphia Athletics             | George Earnshaw               | 193 | [ 207 ] |
| 1931 | Lefty Grove†            | 175 | Philadelphia Athletics             | George Earnshaw               | 152 | [ 208 ] |
| 1932 | Red Ruffing†            | 190 | New York Yankees                   | Lefty Grove†                  | 188 | [ 209 ] |
| 1933 | Lefty Gomez†            | 163 | New York Yankees                   | Bump Hadley                   | 149 | [ 210 ] |
| 1934 | Lefty Gomez†            | 158 | New York Yankees                   | Tommy Bridges                 | 151 | [ 211 ] |
| 1935 | Tommy Bridges           | 163 | Detroit Tigers                     | Schoolboy Rowe                | 140 | [ 212 ] |
| 1936 | Tommy Bridges           | 175 | Detroit Tigers                     | Johnny Allen                  | 165 | [ 213 ] |
| 1937 | Lefty Gomez†            | 194 | New York Yankees                   | Bobo Newsom                   | 166 | [ 214 ] |
| 1938 | Bob Feller†             | 240 | Cleveland Indians                  | Bobo Newsom                   | 226 | [ 215 ] |
| 1939 | Bob Feller†             | 246 | Cleveland Indians                  | Bobo Newsom                   | 192 | [ 216 ] |
| 1940 | Bob Feller†             | 261 | Cleveland Indians                  | Bobo Newsom                   | 164 | [ 217 ] |
| 1941 | Bob Feller†             | 260 | Cleveland Indians                  | Bobo Newsom                   | 175 | [ 218 ] |
| 1942 | Tex Hughson Bobo Newsom | 113 | Boston Red Sox Washington Senators | Al Benton Phil Marchildon     | 110 | [ 31 ]  |
| 1943 | Allie Reynolds          | 151 | Cleveland Indians                  | Hal Newhouser†                | 144 | [ 219 ] |
| 1944 | Hal Newhouser†          | 187 | Detroit Tigers                     | Dizzy Trout                   | 144 | [ 220 ] |
| 1945 | Hal Newhouser†          | 212 | Detroit Tigers                     | Nels Potter                   | 129 | [ 221 ] |
| 1946 | Bob Feller†             | 348 | Cleveland Indians                  | Hal Newhouser†                | 275 | [ 222 ] |
| 1947 | Bob Feller†             | 196 | Cleveland Indians                  | Hal Newhouser†                | 176 | [ 223 ] |
| 1948 | Bob Feller†             | 164 | Cleveland Indians                  | Bob Lemon†                    | 147 | [ 224 ] |
| 1949 | Virgil Trucks           | 153 | Detroit Tigers                     | Hal Newhouser†                | 144 | [ 225 ] |
| 1950 | Bob Lemon†              | 170 | Cleveland Indians                  | Allie Reynolds                | 160 | [ 226 ] |
| 1951 | Vic Raschi              | 164 | New York Yankees                   | Early Wynn†                   | 133 | [ 227 ] |
| 1952 | Allie Reynolds          | 160 | New York Yankees                   | Early Wynn†                   | 153 | [ 228 ] |
| 1953 | Billy Pierce            | 186 | Chicago White Sox                  | Virgil Trucks                 | 149 | [ 229 ] |
| 1954 | Bob Turley              | 185 | Baltimore Orioles                  | Early Wynn†                   | 155 | [ 230 ] |
| 1955 | Herb Score              | 245 | Cleveland Indians                  | Bob Turley                    | 210 | [ 231 ] |
| 1956 | Herb Score              | 263 | Cleveland Indians                  | Billy Pierce                  | 192 | [ 232 ] |
| 1957 | Early Wynn†             | 184 | Cleveland Indians                  | Jim Bunning†                  | 182 | [ 233 ] |
| 1958 | Early Wynn†             | 179 | Chicago White Sox                  | Jim Bunning†                  | 177 | [ 234 ] |
| 1959 | Jim Bunning†            | 201 | Detroit Tigers                     | Camilo Pascual                | 185 | [ 235 ] |
| 1960 | Jim Bunning†            | 201 | Detroit Tigers                     | Pedro Ramos                   | 160 | [ 236 ] |
| 1961 | Camilo Pascual          | 221 | Minnesota Twins                    | Whitey Ford†                  | 209 | [ 237 ] |
| 1962 | Camilo Pascual          | 206 | Minnesota Twins                    | Jim Bunning†                  | 184 | [ 238 ] |
| 1963 | Camilo Pascual          | 202 | Minnesota Twins                    | Jim Bunning†                  | 196 | [ 239 ] |
| 1964 | Al Downing              | 217 | New York Yankees                   | Camilo Pascual                | 213 | [ 240 ] |
| 1965 | Sam McDowell            | 325 | Cleveland Indians                  | Mickey Lolich                 | 226 | [ 241 ] |
| 1966 | Sam McDowell            | 225 | Cleveland Indians                  | Jim Kaat                      | 205 | [ 242 ] |
| 1967 | Jim Lonborg             | 246 | Boston Red Sox                     | Sam McDowell                  | 236 | [ 243 ] |
| 1968 | Sam McDowell            | 283 | Cleveland Indians                  | Denny McLain                  | 280 | [ 244 ] |
| 1969 | Sam McDowell            | 279 | Cleveland Indians                  | Mickey Lolich                 | 271 | [ 245 ] |
| 1970 | Sam McDowell            | 304 | Cleveland Indians                  | Mickey Lolich                 | 230 | [ 246 ] |
| 1971 | Mickey Lolich           | 308 | Detroit Tigers                     | Vida Blue                     | 301 | [ 247 ] |
| 1972 | Nolan Ryan†             | 329 | California Angels                  | Mickey Lolich                 | 250 | [ 248 ] |
| 1973 | Nolan Ryan†             | 383 | California Angels                  | Bert Blyleven†                | 258 | [ 29 ]  |
| 1974 | Nolan Ryan†             | 367 | California Angels                  | Bert Blyleven†                | 249 | [ 249 ] |
| 1975 | Frank Tanana            | 269 | California Angels                  | Bert Blyleven† Gaylord Perry† | 233 | [ 250 ] |
| 1976 | Nolan Ryan†             | 327 | California Angels                  | Frank Tanana                  | 261 | [ 251 ] |
| 1977 | Nolan Ryan†             | 341 | California Angels                  | Dennis Leonard                | 244 | [ 252 ] |
| 1978 | Nolan Ryan†             | 260 | California Angels                  | Ron Guidry                    | 248 | [ 253 ] |
| 1979 | Nolan Ryan†             | 223 | California Angels                  | Ron Guidry                    | 201 | [ 254 ] |
| 1980 | Len Barker              | 187 | Cleveland Indians                  | Mike Norris                   | 180 | [ 255 ] |
| 1981 | Len Barker              | 127 | Cleveland Indians                  | Britt Burns                   | 108 | [ 256 ] |
| 1982 | Floyd Bannister         | 209 | Seattle Mariners                   | Len Barker                    | 187 | [ 257 ] |
| 1983 | Jack Morris             | 232 | Detroit Tigers                     | Floyd Bannister               | 193 | [ 258 ] |
| 1984 | Mark Langston           | 204 | Seattle Mariners                   | Dave Stieb                    | 198 | [ 259 ] |
| 1985 | Bert Blyleven†          | 206 | Cleveland Indians Minnesota Twins  | Floyd Bannister               | 198 | [ 260 ] |
| 1986 | Mark Langston           | 245 | Seattle Mariners                   | Roger Clemens                 | 238 | [ 261 ] |
| 1987 | Mark Langston           | 262 | Seattle Mariners                   | Roger Clemens                 | 256 | [ 262 ] |
| 1988 | Roger Clemens           | 291 | Boston Red Sox                     | Mark Langston                 | 235 | [ 263 ] |
| 1989 | Nolan Ryan†             | 301 | Texas Rangers                      | Roger Clemens                 | 230 | [ 264 ] |
| 1990 | Nolan Ryan†             | 232 | Texas Rangers                      | Bobby Witt                    | 221 | [ 265 ] |
| 1991 | Roger Clemens           | 241 | Boston Red Sox                     | Randy Johnson†                | 228 | [ 266 ] |
| 1992 | Randy Johnson†          | 241 | Seattle Mariners                   | Mélido Pérez                  | 218 | [ 267 ] |
| 1993 | Randy Johnson†          | 308 | Seattle Mariners                   | Mark Langston                 | 196 | [ 268 ] |
| 1994 | Randy Johnson†          | 204 | Seattle Mariners                   | Roger Clemens                 | 168 | [ 269 ] |
| 1995 | Randy Johnson†          | 294 | Seattle Mariners                   | Todd Stottlemyre              | 205 | [ 270 ] |
| 1996 | Roger Clemens           | 257 | Boston Red Sox                     | Chuck Finley                  | 215 | [ 271 ] |
| 1997 | Roger Clemens           | 292 | Toronto Blue Jays                  | Randy Johnson†                | 291 | [ 272 ] |
| 1998 | Roger Clemens           | 271 | Toronto Blue Jays                  | Pedro Martínez†               | 251 | [ 273 ] |
| 1999 | Pedro Martínez†         | 313 | Boston Red Sox                     | Chuck Finley                  | 200 | [ 274 ] |
| 2000 | Pedro Martínez†         | 284 | Boston Red Sox                     | Bartolo Colón                 | 212 | [ 275 ] |
| 2001 | Hideo Nomo              | 220 | Boston Red Sox                     | Mike Mussina                  | 214 | [ 276 ] |
| 2002 | Pedro Martínez†         | 239 | Boston Red Sox                     | Roger Clemens                 | 192 | [ 277 ] |
| 2003 | Esteban Loaiza          | 207 | Chicago White Sox                  | Pedro Martínez†               | 206 | [ 278 ] |
| 2004 | Johan Santana           | 265 | Minnesota Twins                    | Pedro Martínez†               | 227 | [ 279 ] |
| 2005 | Johan Santana           | 238 | Minnesota Twins                    | Randy Johnson†                | 211 | [ 280 ] |
| 2006 | Johan Santana           | 245 | Minnesota Twins                    | Jeremy Bonderman              | 202 | [ 176 ] |
| 2007 | Scott Kazmir            | 239 | Tampa Bay Devil Rays               | Johan Santana                 | 235 | [ 281 ] |
| 2008 | A. J. Burnett           | 231 | Toronto Blue Jays                  | Ervin Santana                 | 214 | [ 282 ] |
| 2009 | Justin Verlander        | 269 | Detroit Tigers                     | Zack Greinke                  | 242 | [ 283 ] |
| 2010 | Jered Weaver            | 233 | Los Angeles Angels of Anaheim      | Félix Hernández               | 232 | [ 284 ] |
| 2011 | Justin Verlander        | 250 | Detroit Tigers                     | CC Sabathia                   | 230 | [ 285 ] |
| 2012 | Justin Verlander        | 239 | Detroit Tigers                     | Max Scherzer                  | 231 | [ 286 ] |
| 2013 | Yu Darvish              | 277 | Texas Rangers                      | Max Scherzer                  | 240 | [ 287 ] |
| 2014 | David Price             | 271 | Detroit Tigers                     | Corey Kluber                  | 269 | [ 288 ] |
| 2015 | Chris Sale              | 274 | Chicago White Sox                  | Chris Archer                  | 252 | [ 289 ] |
| 2016 | Justin Verlander        | 254 | Detroit Tigers                     | Chris Archer Chris Sale       | 233 | [ 290 ] |
| 2017 | Chris Sale              | 308 | Boston Red Sox                     | Corey Kluber                  | 265 | [ 291 ] |
| 2018 | Justin Verlander        | 290 | Houston Astros                     | Gerrit Cole                   | 276 | [ 292 ] |
| 2019 | Gerrit Cole             | 326 | Houston Astros                     | Justin Verlander              | 300 | [ 293 ] |

## Outras grandes ligas
| Ano  | Líder          | K   | Time                                     | Liga                 | Vice-campeão     | K   | Ref     |
| ---- | -------------- | --- | ---------------------------------------- | -------------------- | ---------------- | --- | ------- |
| 1882 | Tony Mullane   | 170 | Louisville Eclipse                       | American Association | Harry Salisbury  | 135 | [ 294 ] |
| 1883 | Tim Keefe†     | 359 | New York Metropolitans                   | American Association | Bobby Mathews    | 203 | [ 27 ]  |
| 1884 | Guy Hecker     | 385 | Louisville Eclipse                       | American Association | Hardie Henderson | 346 | [ 295 ] |
| 1884 | Hugh Daily     | 483 | Chicago Browns Washington Nationals      | Union Association    | Bill Sweeney     | 374 | [ 296 ] |
| 1885 | Ed Morris      | 298 | Pittsburgh Alleghenys                    | American Association | Bobby Mathews    | 286 | [ 297 ] |
| 1886 | Matt Kilroy    | 513 | Baltimore Orioles                        | American Association | Toad Ramsey      | 499 | [ 298 ] |
| 1887 | Toad Ramsey    | 355 | Louisville Eclipse                       | American Association | Matt Kilroy      | 217 | [ 299 ] |
| 1888 | Ed Seward      | 272 | Philadelphia Athletics                   | American Association | Silver King      | 258 | [ 300 ] |
| 1889 | Mark Baldwin   | 368 | Brooklyn Bridegrooms                     | American Association | Matt Kilroy      | 217 | [ 301 ] |
| 1890 | Sadie McMahon  | 291 | Philadelphia Athletics Baltimore Orioles | American Association | Jack Stivetts    | 289 | [ 302 ] |
| 1890 | Mark Baldwin   | 206 | Chicago Pirates                          | Players' League      | Silver King      | 185 | [ 303 ] |
| 1891 | Jack Stivetts  | 259 | St. Louis Browns                         | American Association | Phil Knell       | 228 | [ 304 ] |
| 1914 | Cy Falkenberg  | 236 | Indianapolis Hoosiers                    | Federal League       | Earl Moseley     | 205 | [ 305 ] |
| 1915 | Dave Davenport | 229 | St. Louis Terriers                       | Federal League       | Al Schulz        | 160 | [ 306 ] |

## Footnotes
- a "Grandes ligas" reconhecidas incluem as atuais Liga Americana e a Liga Nacional e diversas outras ligas extintas—a  American Association, a Federal League, a Players' League e a Union Association.[307]
- b Para o anotador oficial, "K" é a notação tradicional para um strikeout.[308]
- c Em 1939, Claude Passeau jogou a temporada inteira pelo Cincinnati Reds, enquanto o vice-líder Bucky Walters foi negociado pelo Philadelphia Phillies para o Chicago Cubs no meio da temporada.